# Episodi di Der Winzerkönig (seconda stagione)
La seconda stagione della serie televisiva Der Winzerkönig è stata trasmessa in anteprima in Austria da ORF 2 tra il 7 febbraio 2008 e il 1º maggio 2008.
| nº | Titolo originale     | Titolo italiano | Prima TV Austria | Prima TV Italia |
| -- | -------------------- | --------------- | ---------------- | --------------- |
| 1  | Die Eisheiligen      | inedito         | 7 febbraio 2008  | inedito         |
| 2  | Böses Spiel          | inedito         | 14 febbraio 2008 | inedito         |
| 3  | Der Scheidungsantrag | inedito         | 21 febbraio 2008 | inedito         |
| 4  | Über die Grenze      | inedito         | 28 febbraio 2008 | inedito         |
| 5  | Die Reifeprüfung     | inedito         | 6 marzo 2008     | inedito         |
| 6  | Gute Zusammenarbeit  | inedito         | 13 marzo 2008    | inedito         |
| 7  | Georgs Rückkehr      | inedito         | 20 marzo 2008    | inedito         |
| 8  | Der Anschlag         | inedito         | 27 marzo 2008    | inedito         |
| 9  | Erntezeit            | inedito         | 3 aprile 2008    | inedito         |
| 10 | Die Diagnose         | inedito         | 10 aprile 2008   | inedito         |
| 11 | Der Besuch           | inedito         | 17 aprile 2008   | inedito         |
| 12 | Der Rückschlag       | inedito         | 24 aprile 2008   | inedito         |
| 13 | Das Angebot          | inedito         | 1º maggio 2008   | inedito         |